# ژوانگ یونگ
ژوانگ یونگ (انگلیسی: Zhuang Yong؛ زادهٔ ۱۰ اوت ۱۹۷۲) یک شناگر اهل چین است.
از افتخارات وی می‌توان به کسب مدال طلا شنا ۱۰۰ متر آزاد در بازی‌های المپیک تابستانی ۱۹۹۲ و کسب مدال نقره ۱۰۰ متر آزاد در المپیک ۱۹۸۸ و دو مدال نقره ۵۰ متر آزاد و ۴×۱۰۰ متر آزاد در المپیک ۱۹۹۲ اشاره کرد.